# 本庄氏
本庄氏（ほんじょうし）は、日本の氏族の一つ。

## 児玉党系本庄氏
平安時代から鎌倉時代にかけて武蔵国で群雄割拠した武蔵七党の一角を占め、かつ最大勢力の集団を形成していた武士団である児玉党を構成する氏族。児玉党の旗頭（本宗家）を務めた庄氏本宗家から派生した庶家。備中国の本補地頭を預かった庶子家の庄氏のうち、地元（現在の本庄市）に残った分家が本庄氏を名乗り始めた。庄氏が本庄氏を名乗るようになったのは12世紀末から13世紀中頃、つまり鎌倉幕府が創立した頃と考えられている。正確には、庄小太郎頼家（児玉党本宗家6代目）の弟である時家が本庄氏を名乗り始めている。現在の埼玉県本庄市周辺がかつて居館・居城を構えていた地域である。

### 児玉庄氏（本庄氏）と備中庄氏の分岐
児玉党の本宗家4代目である庄太夫家弘が児玉氏から庄氏（荘氏）を名乗り、現在の本庄市栗崎の地に館を築いたと考えられ、その嫡男で、5代目を継いだ庄太郎家長が一ノ谷の戦いで武功をあげ、恩賞として備中国草壁荘の地頭職を与えられる。そして庄氏は武蔵から備中の領土へ移り、備中庄氏として西日本で活動することとなる。そのまま武蔵国の本拠地に残った庄氏が「本庄氏」を名乗ることとなる。本庄氏は児玉庄氏の本宗家を継ぎ、児玉党の本宗家となった。氏の意味は「本宗家の庄氏」と言う意味ではなく、「本拠地（本＝元＝地元）に残った庄氏」と言う意味で、本庄を名乗ったものと考えられる。

### 以降の流れ
児玉庄氏（＝児玉党）の本宗家を継いだ本庄氏は、南北朝時代（14世紀中頃から末）では南朝廷側＝新田義貞に就き、児玉党の弱体化に繋がった。15世紀初めの上杉禅秀の乱では、禅秀（犬懸上杉氏）に味方し、所領を没収されるもなお足利氏に抵抗を続けた。15世紀中頃になると、山内上杉氏に代々仕えることとなるが、五十子の戦い以降、上杉氏は負け戦が続き、河越夜戦を初め、北条方に押され続けた末、本庄氏は後北条氏に属すこととなり、小田原征伐で没落することとなる。南北朝時代、南朝に属したことで新田氏の家臣団との親交があり、戦国時代ではその残された家臣達の末裔を本庄に移住させることによって、城下町を一から形成させることに成功している。これは後の本庄宿の基盤となる。また、戦国期、本庄氏一族の中には成田氏の家臣となった一団も存在する。
- 少なくとも、大別して、「家次系本庄氏」と「時家系本庄氏」がある。児玉党の本宗家を継いだのは時家系の方である。複数ある本庄氏関連の系図の中には、「頼家系本庄氏」が見られるが、児玉の伝承では、頼家は嫡子を作る前に戦死したとあるため、系図の信憑性は不明である。また、頼家や家次が本庄氏を名乗ったかは疑わしい点があり、確実に本庄氏を名乗ったと言えるのは、家次の子息である朝次と、家次の弟である時家のみである。
- ここで記す庄氏分家とは、直系の本宗家に対してであり、本庄氏は歴とした庄氏本宗家の子息であるため、児玉庄氏の宗家を継ぐことができた。
- 幕府の創立により、武士の領地も裁定によって認定化が進み、領地争いが盛んであった東国は次第に安定していく。この事により、児玉党の氏族も新たに氏を名乗る必要性が低くなり、本庄氏からは新たな氏が派生しなかったものと考えられる。
- 事実的には、備中に土着した家次は庄氏本宗家を継いだので庶子家とは言えないが、家次の子息である朝次が児玉庄氏本宗家の領地（栗崎の地）を継がなかったことから時家が本宗家と位置付けられている。
- 「本家の庄氏」と言う意味であるのなら、秩父に移住した朝次が本庄氏を名乗っていることは明らかにおかしく、この説には無理がある。「本庄とは、本家の庄氏の意味である」と長年信じられてきた通説ではあるが、系図研究が進んできた現在では、その説も再検討が必要である。
- 下記の近世大名→華族の本庄家は、この児玉党系本庄氏の流れをくむとされる。

### 近世大名家→華族の子爵家
公家の二条家の家臣本庄宗正の養女（宗正の後妻の娘）である光子（桂昌院）は、大奥に入って3代将軍徳川家光の寵を受けて側室となり、徳松(5代将軍徳川綱吉)を生んだ。これがきっかけとなり、宗正の長男本庄道芳と次男宗資は幕臣となり、桂昌院の庇護で加増を繰り返されて大名に取り立てられる。
とはいっても桂昌院の異母兄に過ぎない道芳の系統は、孫の道章の代の宝永2年（1705年）にやっと美濃国高富藩1万石の小大名になっているにとどまる。
対して桂昌院の同母兄である宗資の系統は急速に昇進し、元禄元年（1688年）には1万石に達し、翌年にさらに1万石加増、元禄5年（1692年）には常陸国笠間藩4万石に加増転封。元禄7年にはさらに1万石加増された。息子の資俊も元禄15年（1702年）に遠江国浜松藩7万石に加増転封。宝永2年（1705年）には松平姓を与えられた。何度か転封があったが宝暦8年（1758年）以降は丹後国宮津藩で固定され、廃藩置県まで同地に在封した。
宮津の本庄松平家の当主には老中などの要職に就く者が出た。幕末の老中松平宗秀は第2次幕長戦争で独断で休戦協定を締結したために謹慎・蟄居になったが、幕府滅亡とともに謹慎を解除され、新政府の教部省に勤務して復権している。代わりに家督した息子の宗武は、明治元年（1868年）に前将軍徳川慶喜が政府に反逆を開始した際に勅命に従って松平姓を廃棄し（高富藩主家の「本庄」ではなく）「本荘」に復姓した。
最後の高富藩主本庄道美も、最後の宮津藩主本荘宗武も、明治2年（1869年）の版籍奉還で藩知事に転じたのを経て、明治4年（1871年）の廃藩置県まで藩知事を務めた。
明治2年（1869年）6月17日の行政官達で公家と大名家が統合されて華族制度が誕生すると本荘宗武も本庄道美も大名家として華族に列した。
版籍奉還の際に定められた家禄は、本荘宗武が現米で2716石、本庄道美が現米で322石。
明治9年（1876年）の金禄公債証書発行条例に基づき家禄の代わりに支給された金禄公債の額は本荘宗武が6万9448円36銭6厘（華族受給者中96位）、高富家の本庄久米が1万2205円9銭5厘（華族受給者中331位）。
明治17年（1884年）7月7日の華族令の施行で華族が五爵制になると、同月8日に高富家の本庄寿巨と宮津家の本荘宗武は旧小藩知事として子爵に列せられた。
高富本庄子爵家の初代子爵の寿巨は司法省に勤務して判検事や公証人となり、貴族院の子爵議員にも当選して務めた。その子の2代子爵本庄兼則の代に本庄子爵家の邸宅は東京市芝区三田にあった。
宮津本荘子爵家の2代子爵本荘宗義は貴族院の子爵議員に当選して務めている。4代子爵本荘宗正の代に本荘子爵家の住居は神奈川県横浜市鶴見町にあった。

### 系図
下記の系図の信憑性については判断を留保（本庄氏の系図が複数存在するため、いまだに諸説ある）。
```
斜体
は養子

児玉惟行
 
 ┃

児玉弘行

 ┃

児玉家行

 ┃

庄家広

 ┃

庄家長

 ┃

庄頼家
（
一ノ谷の戦い
で戦死。家督を継ぐべき直系が絶えた事で、
庄家次
が養子に迎えられ、家督を継ぐ）
```

```
本庄時家
（結果的に
家次
の弟、
時家
が児玉党本宗家を継ぐ形となる）
 ┃
```

　?
　
```
本庄国房
（
時家
の曾孫とされる）
 ┃
```

　?
```
（
山内上杉家
家臣、
実忠
の代から
後北条家
家臣）
 ┃

本庄信明
（宮内少輔）
 ┃

本庄為明

 ┃

本庄将明

 ┃

本庄実明

 ┃

本庄実忠
（宮内少輔）
 ┃

本庄近朝
（隼人正）
 
（高富本庄家、松平本庄家）
 ┃

本庄時家

 ┃

家房

 ┃

家信

 ┃

宗頼

 ┃

宗遠

 ┃

宗清

 ┃

宗俊

 ┃

満家

 ┃

宗家

 ┃

宗持

 ┃

宗朝

 ┃

宗長

 ┃

宗道

 ┃

宗正
（宗利?）
 ┣━━━┳━━━━┓

道芳
　　
宗資
　　
桂昌院

 ┃　　　┣━━━━━━━━━━━━┓

道高
　
松平資俊
（松平本庄家）　　
牧野康重

 ┃　　　┣━━━┳━━━┓

道章
　　
資訓
　　
宗長
　　
宗胡

 ┃　　　┃

道矩
　　
資昌

 ┃　　　┃

道倫
　　
資尹

 ┃　　　┃

道堅
　　
資承

 ┃　　　┣━━━┳━━━┓

道信
　　
宗允
　　
宗発
　
安藤直馨

 ┃　　　┃

道揚
　　
宗秀

 ┃　　　┣━━━┓

道利
　　
宗武
　
牧野忠訓

 ┃

道昌

 ┣━━━┓

道貫
　
松平輝充

 ┃

道美
```

### 系譜未分類
- 本庄長英:本庄時家の最も末裔とされるため、時家系本庄氏に当たる。系図によっては、信明の代わりに長英の名が載っている。
- 本庄藤三郎:本庄実忠の一門とされるが、時家系かは不明。
- 学術的な考察からすれば、本庄宗正の一族も、本来は系譜が未分類の一族である。

## 秩父党系本庄氏
桓武平氏秩父氏の一族。本庄城（現在の村上城、新潟県村上市）に本拠を置き、越後上杉氏、長尾氏に従った。本庄氏は揚北衆の一氏であり、秩父氏の流れを汲み色部氏とともに越後秩父氏を形成した。戦国時代初期においては長尾氏と対立するが、長尾景虎（上杉謙信）の代においては長尾氏（上杉氏）に従う。戦国時代後期から安土桃山時代においては上杉氏の援助の元、本庄繁長は出羽（現在の山形県庄内地方）に進出し最上氏とも争った。
上杉氏が陸奥会津に転封されるとこれに従い、慶長5年（1600年）の慶長出羽合戦でも功績を挙げた。上杉氏の120万石から30万石への減封後も、本庄氏は重臣として福島城（福島県福島市）城代を務め、寛文4年（1664年）に減封で上杉氏が15万石となり福島を失った後は、鮎貝（山形県白鷹町）に置かれた鮎貝城の城代（のち御役屋（陣屋）の役屋将に改称）に代々任ぜられた。福島での菩提寺は長楽寺、鮎貝は常安寺であり、共に現在も本庄氏の遺品を伝え菩提を弔っている。

### 一族
- 本庄長員
- 本庄房長
- 本庄時長
- 小川長資
- 本庄房長
- 本庄繁長
- 本庄顕長
- 本庄充長
- 本庄久長

### 系図
（太線は実子、細線は養子）
```
秩父将恒（将常とも）

 ┃

秩父武基

 ┣━━━━┓

高麗武家
　
秩父武綱

 ┃

秩父重長

 ┃

秩父惟長

 ┃

秩父光長

 ┃

秩父季長

 ┣━━━━┓

小泉行長
　
色部為長

 ┃

本庄定長

 ┃

左衛門

 ┣━━━━┓

長教
　
小川長俊

 ┃

持長

 ┃

有長

 ┃

輔長

 ┃

憲長

 ┃

顕長
（大和守）
 ┃

長員

 ┣━━━┓

房長
　　
英長

 ┃

時長

 ┣━━━┳━━━┓

房長
　　
盛長
　　
長資

 ┃

繁長

 ┣━━━┳━━━┳━━━┳━━━┓

顕長
　　
充長
　　
長房
　　
久長
　　
重長

 ┃　　　｜

祐長
　　
重長
```